# Aermacchi
Pour les articles homonymes, voir Macchi.
Aeronautica Macchi est un constructeur aéronautique italien fondé en 1913. Depuis 1961, cette entreprise est implantée à Varèse et connue sous le nom d'Aermacchi. Elle fusionne en 2012 avec Finmeccanica qui devient en 2017 Leonardo.

## Historique
La Società Anonima Nieuport-Macchi est fondée à Varèse en 1913 par Giulio Macchi pour construire sous licence le chasseur français Nieuport 11. Au début des années 1920, les commandes militaires se raréfient et l’entreprise, devenue Aeronautica Macchi, se spécialise dans la construction d’hydravions. La firme voit son nom associé à la Coupe Schneider et aux records du monde de vitesse absolue durant les années 1930. Durant la Seconde Guerre mondiale, Macchi produit trois chasseurs très réussis qui constituèrent l’ossature de l’aviation de combat italienne, M.C.200 Saetta, M.C.202 Folgore et M.C.205 Veltro. Sa filiale Aeronautica Umbra SA produit aussi en grande série les trimoteurs Savoia-Marchetti SM.79, SM.81 et Savoia-Marchetti SM.84.
En 1961, l’entreprise est rebaptisée « Aermacchi » et connut un succès mondial avec le biplace d’entraînement militaire à réaction Aermacchi MB-326. Cet appareil connaît encore en 2008 des prolongements avec le MB-339. Aermacchi participe également avec Aeritalia et le constructeur brésilien Embraer au programme AMX International. En collaboration avec le consortium russe Yakovlev a été lancé le programme MB-346.

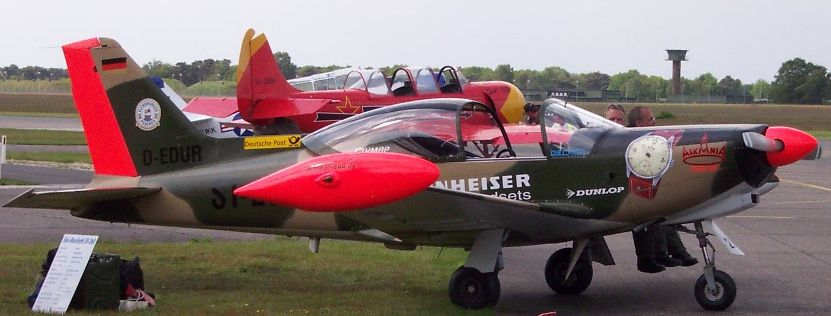
Aermacchi SF.260.

Après une restructuration complète en 1981 avec la création de la holding Aermacchi SpA, la firme de Varèse absorbe en 1997 SIAI Marchetti, ajoutant à son catalogue le monomoteur d’entraînement SF.260. Avec cette fusion, le groupe Finmeccanica, auquel est rattaché Aermacchi, constitue un pôle italien spécialisé dans l’aviation légère et d’entraînement. Dans un souci de diversification, l’usine de Varèse travaille aussi comme sous-traitant pour d’autres industriels européens, réalisant en particulier les nacelles-moteur du Dornier 328.

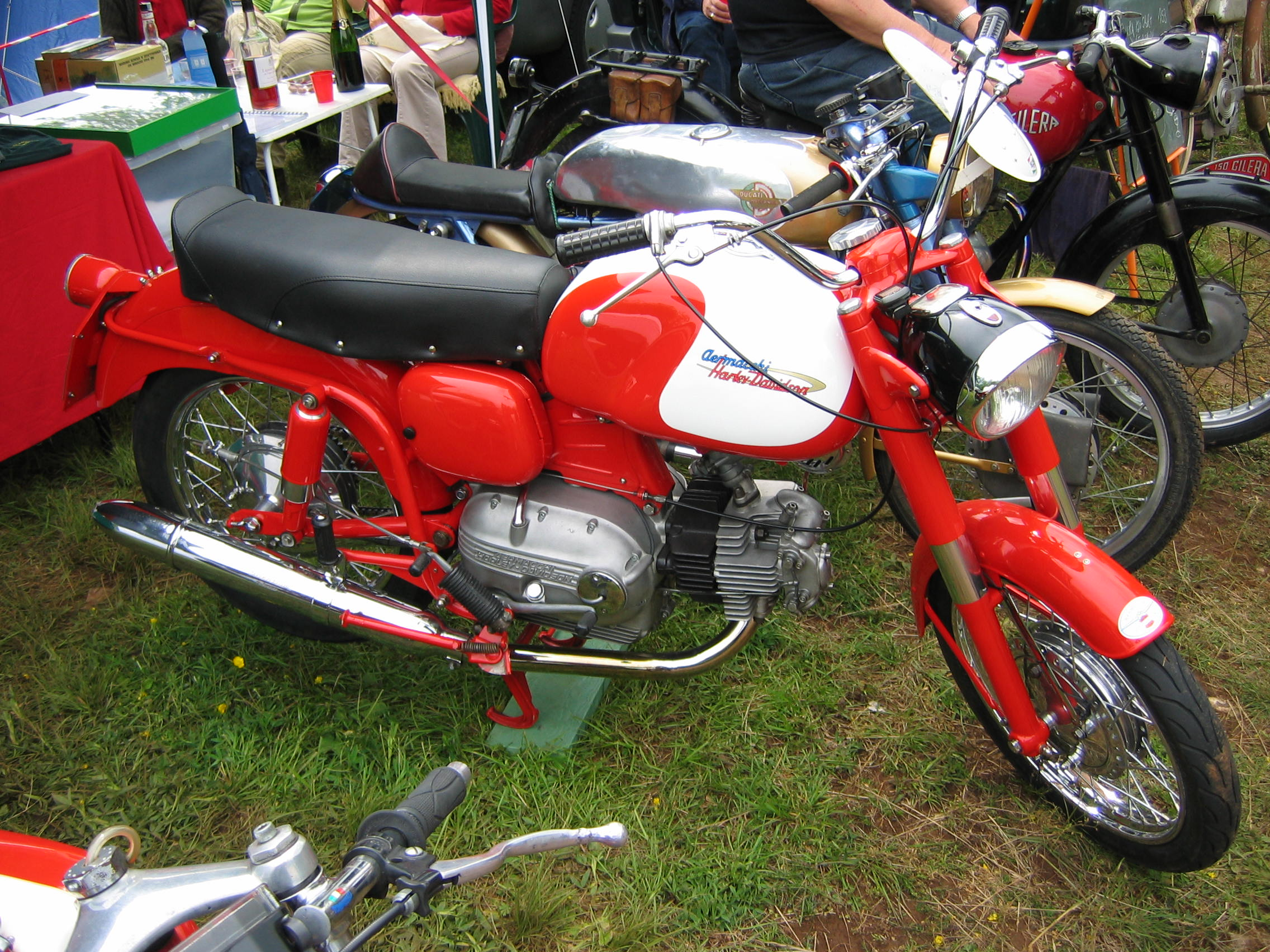
Une Aermacchi Harley-Davidson Ala d'Oro 250 (1969).

Des années 1950 aux années 1970, l'entreprise s'est également intéressée à la construction de motos.
Passant sous contrôle de Harley-Davidson en avril 1960, le site est déplacé de quelques kilomètres à Schiranna, dans la banlieue de Varèse.
Les motos qui sortent de l'usine après cette période portent d'abord la marque « Aermacchi Harley-Davidson », puis « AMF Harley-Davidson ».
Les restes de l'usine de motos sont vendus en juillet 1978 aux frères Castiglioni, qui s'en servent comme base pour créer leur propre marque : Cagiva.

## Compétition
Les Aermacchi commencent en 1962 et l'aventure commence en 1965, Renzo Pasolini finit 8e du 350 cm3.

En 1966, Renzo Pasolini et Alberto Pagani finissent 3e et 6e du 350 cm3.

En 1967, les Aermacchi finissent 6e et 7e du 350 cm3 avec Alberto Pagani et Kel Carruthers.

En 1968, Kel Carruthers finit sur le podium à la 3e place en 350 cm3.

En 1969, Kel Carruthers finit 7e en 350 cm3 puis 10e en 125 cm3, course gagnée par Dave Simmonds et Kawasaki.

Aermacchi s'illustre en championnat GP 1970 en 350 cm3 dominé certes par les MV Agusta et Yamaha qui est remporté par Giacomo Agostini. Le pilote Aermacchi Alan Barnett finit 9e, autre pilote qui s'illustre Angelo Bergamonti en 500 cm3 puis John Dodds finit 8e au classement général en 125 cm3 malgré la domination de Dieter Braun et la Suzuki. John Dodds offre à la marque sa première victoire mondiale.

En 1972, Michel Rougerie signe un contrat avec Aermacchi puis termine 8e en 125 cm3 en championnat 350 cm3 Renzo Pasolini finit à la 3e marche du podium avec le leader Giacomo Agostini et Jarno Saarinen puis en 250 cm3 Renzo Pasolini finit 2e avec Jarno Saarinen qui gagne le championnat.

En 1973, pour des raisons marketing, Aermacchi devient du nom de la marque américaine Harley-Davidson, c'est durant cette année-là que Renzo Pasolini et Jarno Saarinen perdent la vie le 20 mai à Monza. Michel Rougerie finit 5e du championnat 250 cm3 gagné par Yamaha et Dieter Braun.

En 1974, Walter Villa et Michel Rougerie courent pour Harley. Walter Villa remporte son premier Grand Prix devant Bruno Kneubuhler et Patrick Pons. C'est également la première victoire pour Harley après les trois victoires en 250 cm3 sous le nom d'« Aermacchi ». Walter Villa menant de bout en bout devant les Yamaha de Dieter Braun, Patrick Pons ou de Takazumi Katayama, il devient champion du monde des 250 cm3, c'est son premier titre et également pour Harley.

En 1975, Michel Rougerie remporte son premier Grand Prix en 250 cm3 en Finlande. Sa victoire sur Johnny Cecotto permet à Walter Villa de conserver son titre.

En 1976, Walter Villa remporte la catégorie 250 cm3 et 350 cm3, il est le 3e pilote après Jim Redman et Mike Hailwood à réaliser le doublé.

En 1977, Walter Villa et Franco Uncini abandonnent tous les deux en 350 cm3, Takazumi Katayama remporte aisément la catégorie et est le premier Japonais à obtenir un titre mondial en 250 cm3. C'est Mario Lega qui gagne avec Morbidelli, suivent sur le podium Franco Uncini et Walter Villa.

## Motos
Source.
- Chimera 175 et 250 cm3
- Brezza
- M50 et M65
- Ala Verde & Ala d'Oro (version course) 250 cm3 et Ala d'Oro 350, 402 voire 408 cm3
- Ala Bianca
- Ala Azzurra
- Ala Rossa 175 cm3
- Baja
- Rapido
- Leggera
- Routières des années 1970 
  - TV Sport à boite cinq vitesses et cadre poutre, démarrage par kick ;
  - TV 4 vitesses plutôt utilitaire (appelée « Sprint » aux États-Unis).

En 1974, Aermacchi sous le nom « AMF » (American Foundry ; groupe industriel partageant le capital de Harley-Davidson), équipe les moteurs 350 d'un démarreur électrique et d'un cadre classique avec longerons inférieurs, réputé très lourd (pour la puissance).

## Avions produits

### Première Guerre mondiale
- Macchi L.1 - hydravion de reconnaissance (copie de Lohner)
- Macchi L.2 - hydravion biplan (copie de Lohner)
- Nieuport-Macchi N.VI - monoplan de reconnaissance (Nieuport VI produit sous licence avec des modifications locales)
- Nieuport-Macchi monoplan parasol - monoplan de reconnaissance (évolution du Nieuport VI)
- Nieuport-Macchi N.10 - sesquiplan de chasse et de reconnaissance (Nieuport 10 produit sous licence avec des modifications locales)
- Nieuport-Macchi N.11 - sesquiplan de chasse (Nieuport 11 produit sous licence avec des modifications locales)
- Nieuport-Macchi N.17 - sesquiplan de chasse (Nieuport 17 produit sous licence avec des modifications locales)
- Macchi M.3 - hydravion biplan (1916)
- Macchi M.5 - hydravion de chasse (1917)
- Macchi M.6 - prototype d'hydravion de chasse (1917)
- Macchi M.7 - hydravion de chasse (1918)
- Macchi M.8 - hydravion de reconnaissance et de bombardement (1917)
- Macchi M.9 - hydravion de bombardement (1918)
- Macchi M.12 - hydravion de bombardement (1918)
- Macchi M.14 - chasseur sesquiplan (1918)

### Entre-deux-guerres

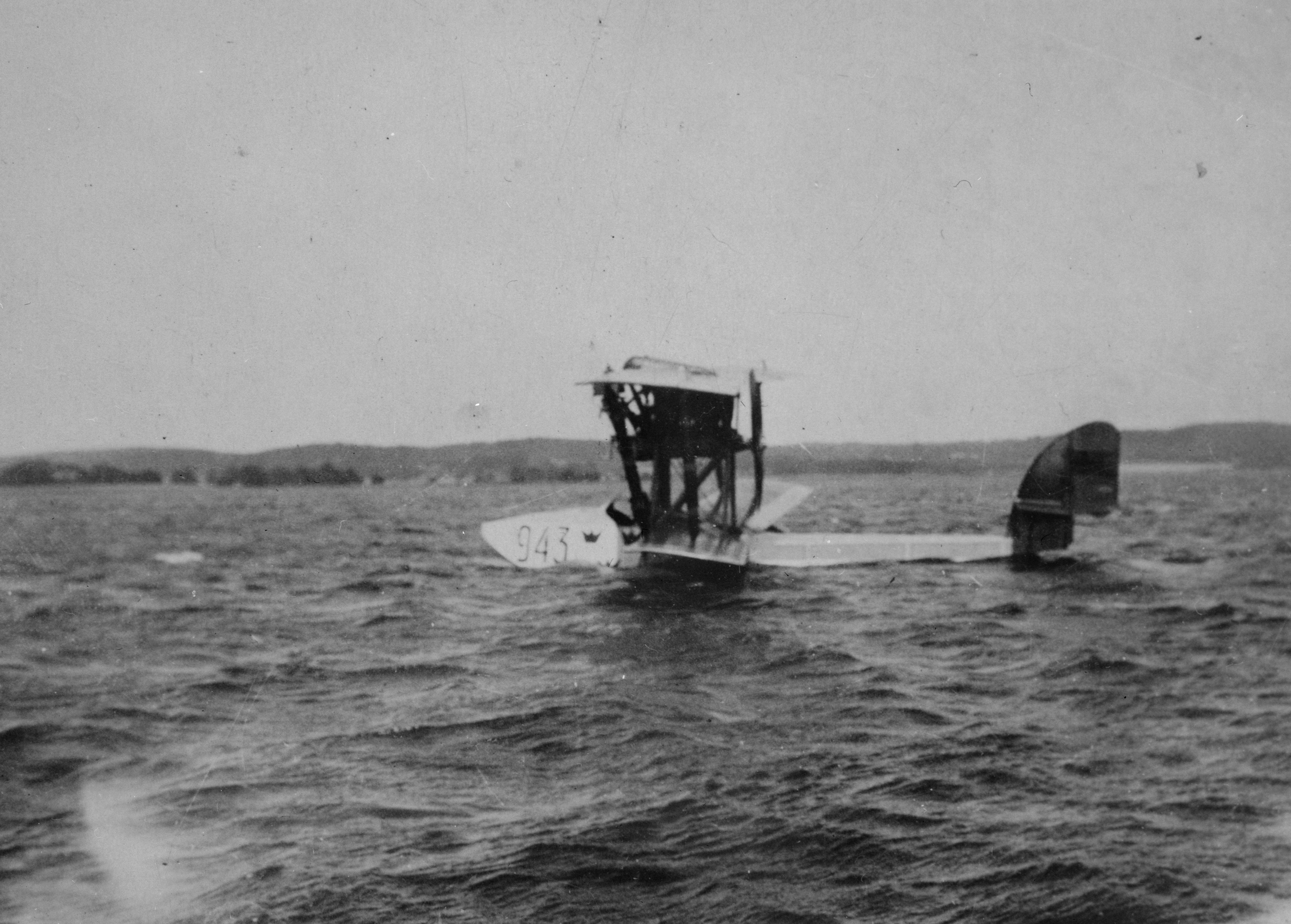
Un Macchi M.7 en 1923.

- Nieuport-Macchi N.29 - chasseur biplan (Nieuport-Delage NiD.29 produit sous licence)
- Macchi M.7bis - hydravion de course du Trophée Schneider (1920)
- Macchi M7ter - hydravion de chasse (1923), évolution majeure du M.7
- Macchi M.15 - avion de reconnaissance, de bombardement et d'entrainement (1922)
- Macchi M.16 - avion de sport (1919)
- Macchi M.17 - hydravion de course du Trophée Schneider (1922)
- Macchi M.18 - hydravion de transport de passagers, de bombardement et de reconnaissance
- Macchi M.19 - hydravion de course du Trophée Schneider (1920)
- Macchi M.24 - hydravion de bombardement (1924)
- Macchi M.26 - prototype d'hydravion de chasse (1924)
- Macchi M.33 - hydravion de course du Trophée Schneider (1925)
- Macchi M.39 - hydravion de course du Trophée Schneider (1926)
- Macchi M.40 - hydravion de reconnaissance (1928)
- Macchi M.41 - hydravion de chasse (1927)
- Macchi M.52 - hydravion de course du Trophée Schneider (1927)
- Macchi M.52R - hydravion de course du Trophée Schneider (1929)
- Macchi M.53 - hydravion de reconnaissance (1929)
- Macchi M.67 - hydravion de course du Trophée Schneider (1929)
- Macchi M.70 - biplan léger (1929)
- Macchi M.71 - hydravion de chasse (1930)
- Macchi M.C.72 - hydravion de course du Trophée Schneider (1931)
- Macchi M.C.94 - hydravion de transport de passagers (1935)
- Macchi M.C.100 - hydravion de transport de passagers (1939)
- Macchi M.C.200 Saetta - chasseur (1939)

### Seconde Guerre mondiale
- Macchi M.C.202 Folgore - chasseur (1941)
- Macchi M.C.205 Veltro - chasseur (1942)

### Après guerre
- Macchi MB-308 - avion de tourisme et d'école (1948)
- Macchi M-416 : Fokker S.11 Instructor construit sous licence
- Macchi MB-320 -avion utilitaire civil (1949)
- Macchi MB-323 - avion d'entrainement (1952)
- Aermacchi MB-326 - avion d'entraînement avancé et d’appui tactique (1957)
- Aermacchi AL-60 - avion utilitaire civil (1959)
- Aermacchi SF.260 - avion de voltige et d'entrainement militaire (1964)
- Aermacchi MB-335 - désignation initial du AM.3
- Aermacchi AM.3 - avion de liaison (1967)
- Aermacchi MB-338 - avion d'entrainement (début des années 1970)
- Aermacchi MB-340 - avion léger d'attaque au sol (début des années 1970)
- Aermacchi MB-339 - avion d'entrainement (1976)
- Aermacchi S-211 - avion d'entrainement (1981)
- Aermacchi M-290 RediGO - avion d'entrainement (1985)
- Alenia Aermacchi M-346 Master - avion d'entrainement (2004)
- Alenia Aermacchi M-311 - avion d'entrainement (2005)